# Nikica (žensko ime)
Nikica je žensko osebno ime.

## Izvor imena
Ime Nikica je različica ženskega osebnega imena Nikolaja.

## Pogostost imena
Po podatkih Statističnega urada Republike Slovenije je bilo na dan 31. decembra 2007 v Sloveniji število ženskih oseb z imenom Nikica: 30.

## Osebni praznik
Osebe z imenom Nikica lahko godujejo takrat kos osebe z imenom Nikolaja.